# Metil-jodid
A metil-jodid vagy jódmetán (gyakori rövidítéssel MeI) szerves jódvegyület, képlete CH3I.  Ez a viszonylag nagy sűrűségű, illékony folyadék a metánból vezethető le, ha annak egyik hidrogénatomját jódatommal cseréljük le. Dipólusmomentuma 1,59 D, törésmutatója 1,5304 (20 °C, D), 1,5293 (21 °C, D). Az általában használt szerves oldószerekkel elegyedik. Színtelen, bár fény hatására a bomlás során keletkező jód miatt lilás árnyalatúvá válik. Fémréz felett tárolva a jód megkötődik. A metil-jodidot kiterjedten használják a szerves kémiai szintézisekben metilcsoport bevitelére. Ezt az átalakítást metilezésnek (metilálásnak) nevezik. A természetben kis mennyiségben metil-jodidot emittálnak a rizsültetvények. Növényvédőszerként (peszticid) is felhasználják.

## Kémiai tulajdonságok
A metil-jodid az SN2 szubsztitúciós reakciók kiváló szubsztrátja. A nukleofilek támadása sztérikusan nincs gátolva, a jodid pedig jó távozó csoport. Felhasználható például fenolok vagy karbonsavak metilezésére:
Ezekben a példákban a bázis (K2CO3 vagy Li2CO3) lehasítja a savas protont, karboxilát illetve fenoxid anion keletkezik, melyek az SN2 reakció nukleofiljei lesznek.
A jodid „szoft” anion, ami azt jelenti, hogy a MeI-vel történő metilezés ambidens nukleofilek esetén inkább azok „szoftabb” végén fog végbemenni. A tiocianátion például inkább a kénatomon fog támadni, nem a „hard” nitrogénen, ezért a reakcióban főként metil-tiocianát (CH3SCN) keletkezik, nem pedig CH3NCS. Ez a viselkedés a stabilizált enolátok, például az 1,3-dikarbonil vegyületek származékai esetében fontos, mivel ezek és más hasonló enolátok alkileződhetnek a „hardabb” oxigénen vagy (ami többnyire kívánatosabb) a szénatomon is. Metil-jodiddal csaknem mindig a C-alkilezés van túlsúlyban.
A MeI fontos prekurzora a metil-magnézium-jodidnak („MeMgI”), mely gyakran használt reagens. Mivel a MeMgI könnyen képződik, gyakran állítják elő bevezető laboratóriumi gyakorlatok során a Grignard-reagensek illusztrációjaként. A MeMgI alkalmazását némileg felváltotta a kereskedelmi forgalomban kapható metil-lítium.
A Monsanto-féle ecetsavszintézis során metanolból és hidrogén-jodidból in situ keletkezik CH3I, ez utána ródium-komplex katalizátor jelenlétében szén-monoxiddal acetil-jodiddá alakul, melyből hidrolízissel állítják elő az ecetsavat. A legnagyobb mennyiségben ezzel az eljárással gyártanak ecetsavat.
Felhasználható dimetil-higany előállítására: 2 mol MeI 2/1-molos nátrium-amalgámmal (2 mol nátrium, 1 mol higany) történő reakciójával.
A MeI 270 °C-on hidrogén-jodid, szén-monoxid és szén-dioxid képződése közben hidrolizál.

## Előállítása
Előállítható vörösfoszfor és metanol elegyéhez jódot adva. A reakció exoterm.  A jódozó szer a foszfor-trijodid, mely „in situ” képződik:
3 CH3OH  +  PI3  ›  3 CH3I  +  H3PO3
Egy másik eljárás szerint kalcium-karbonát jelenlétében dimetil-szulfátot reagáltatnak kálium-jodiddal:
(CH3O)2SO2  +  KI → CH3I  +  CH3OSO2OK
A terméket desztillációval tisztítják, majd Na2S2O3-tal mossák, hogy eltávolítsák a jódot.
Metil-jodid előállítható metanol és kálium-jodid savkatalizált reakciójával is:
CH3OH + KI + H2SO4 → CH3I + K2SO4 + H2O
A reakciót alacsony hőmérsékleten hajtják végre. A keletkezett vizet a kénsav feleslege megköti, így a reakció nem megfordítható. A képződött metil-jodid kidesztillálható a reakcióelegyből.

## Felhasználása

### Metilezőszerként
A metil-jodid kiváló metilezőszer, de használatának vannak hátrányai. Nagy az egyenértéksúlya: egy mol metil-jodid majdnem háromszor akkora súlyú, mint egy mol metil-klorid. A metil-klorid ugyanakkor (a metil-bromidhoz hasonlóan) gázállapotú, emiatt körülményesebb dolgozni vele, mint a folyékony halmazállapotú metil-jodiddal. A metil-klorid gyengébb metilezőszer, bár gyakran így is megfelel a kívánt célra.
A jodidok általában drágábbak a viszonylag gyakrabban használt kloridokhoz és bromidokhoz képest, bár a metil-jodid elfogadható árú. Ipari léptékben inkább a mérgező dimetil-szulfátot használják, mivel olcsó, és ez is folyadék halmazállapotú. A metil-jodid távozó csoportja, a jodidion, mint erős nukleofil, mellékreakciókban vehet részt. Végül, mivel a metil-jodid rendkívül reakcióképes, sokkal nagyobb veszélyt jelent a laboratóriumi dolgozókra, mint a megfelelő kloridok és bromidok. A metil-jodidot helyettesítő anyagok kiválasztásánál figyelembe kell venni az árat, a kezelés körülményességét, a kockázatot, a kémiai szelektivitást és a reakcióelegy feldolgozásának nehézségét.

### Egyéb alkalmazások
Metilezőszerként történő felhasználása mellett javasolták gomba-, gyom-, rovar- és fonalféregirtó szerként, valamint tűzoltó anyagként történő alkalmazását is. Ezeken kívül használható még talajfertőtlenítésre metil-bromid helyett (a metil-bromid felhasználását a Montreali jegyzőkönyvben betiltották). Nagy törésmutatója miatt a mikroszkópiában is alkalmazható.
Ellentmondásos 2007 októberi döntésében az USA Környezetvédelmi Hivatala egyes esetekben engedélyezte talajgázosító szerként történő alkalmazását, bár Kaliforniában, Washingtonban és New Yorkban állami jóváhagyás híján még nem alkalmazható.

## Toxicitása és biológiai hatása
Patkányoknak szájon át adagolva LD50 értéke 76 mg/kg. A májban gyorsan átalakul S-metilglutationná. Az ACGIH vagy NTP besorolás alapján lehetséges karcinogén, míg az USA Környezetvédelmi Hivatala szerint nem az.
A metil-jodid gőzök belégzése tüdő, máj, vese és idegrendszeri károsodásokat okozhat. Hányingert, szédülést, köhögést és hányást okozhat. Bőrrel tartósabban érintkezve égési sérülést okoz. Nagy mennyiségben belélegezve tüdővizenyőt okoz.

## Fordítás
- Ez a szócikk részben vagy egészben a Methyl iodide című angol Wikipédia-szócikk ezen változatának fordításán alapul.  Az eredeti cikk szerkesztőit annak laptörténete sorolja fel. Ez a jelzés csupán a megfogalmazás eredetét és a szerzői jogokat jelzi, nem szolgál a cikkben szereplő információk forrásmegjelöléseként.

## Külső hivatkozások
- International Chemical Safety Card 0509 (angolul)
- NIOSH Pocket Guide to Chemical Hazards 0420 (angolul)
- IARC Summaries & Evaluations: Vol. 15 (1977), Vol. 41 (1986), Vol. 71 (1999)
- A metil-jodid metabolizmusa patkányban (angolul)
- A metil-jodid NMR spektruma
- Jones, Nicola (2009. szeptember 24.). „Strawberry pesticide leaves sour taste: Methyl iodide use by Californian farmers up for review.”. Nature News. (Hozzáférés: 2009. szeptember 25.)